# Metal Gear Solid: The Legacy Collection
(Big Boss; tagline dal retro della confezione della raccolta)
Metal Gear Solid: The Legacy Collection è una raccolta di videogiochi, in due Blu-ray, dedicata al 25º anno della serie Metal Gear. È uscita il 9 luglio 2013 su territorio nordamericano e l'11 settembre su quello europeo.

## Contenuti
Nella raccolta sono inclusi i seguenti videogiochi: Metal Gear (1987), Metal Gear 2: Solid Snake (1990), Metal Gear Solid (1998), Metal Gear Solid: Special Missions (1999; anche noto come VR Missions o Integral), Metal Gear Solid 2: Sons of Liberty (2001), Metal Gear Solid 3: Snake Eater (2004), Metal Gear Solid: Digital Graphic Novel (2006; anche noto come Bande Dessinée; nella versione PS3 mancano gli elementi interattivi del titolo per PSP, ma è stato aggiunto il doppiaggio inglese), Metal Gear Solid 2: Digital Graphic Novel (2008), Metal Gear Solid: Peace Walker (2010) e Metal Gear Solid 4: Guns of the Patriots (2008).
La collection è disponibile solo su PlayStation 3 e non su Xbox 360 a causa della presenza di Metal Gear Solid 4: Guns of the Patriots, titolo uscito in esclusiva su PlayStation 3. Metal Gear Solid e Metal Gear Solid: Special Missions sono disponibili all'interno della confezione sotto forma di codice di download da usare sul PlayStation Store. I due Digital Graphic Novel sono inclusi nel secondo disco, insieme alla HD Collection, ma per accedervi non bisogna avviare il disco, bensì scorrere il menu della Playstation 3 e avviarli tra i contenuti video. Il cofanetto comprende inoltre un libretto, Metal Gear Solid: The Legacy Book, che rappresenta l'unico contenuto inedito della collection insieme a Metal Gear Solid 2: Digital Graphic Novel (inedito in Occidente).

## Metal Gear 25th Anniversary: Metal Gear Music Collection
Oltre alla raccolta di videogiochi, per celebrare il 25º anniversario della serie è stata pubblicata anche una raccolta di brani musicali intitolata Metal Gear 25th Anniversary: Metal Gear Music Collection. La compilation è stata presentata nel negozio online di Konami ed è uscita il 22 agosto 2012. Le canzoni presenti nell'album sono tratte da Metal Gear Solid 4: Guns of the Patriots, Metal Gear Online e Metal Gear Solid: Peace Walker.

### Tracce
1. Overture - Metal Gear Saga – 5:15 – Musica, arrangiamento e strumentazione di Harry Gregson-Williams.
2. Jackie Presti – Love Theme - 25th Anniversary Ver. – 7:03 (testo: Hideo Kojima – musica: Nobuko Toda)
3. Metal Gear Solid 4: Guns of the Patriots Medley – 10:25 – Eseguito da The City of Prague Philharmonic Orchestra.
4. Lisbeth Scott – Here's to You – 5:48 (testo: Joan Baez – musica: Ennio Morricone) – Arrangiamento e strumentazione di Harry Gregson-Williams.
5. Gem Impact Tracks – 8:55 (musica: Norihiko Hibino, Takahide Ayuzawa, Takahiro Izutani, Yoshitaka Suzuki) – Arrangiamento e strumentazione di Norihiko Hibino.
6. Metal Gear Online Tribute Medley – 7:21 – Musica, arrangiamento e strumentazione di Akihiro Honda.
7. Metal Gear Solid Peace Walker Medley – 9:40 – Eseguito da The City of Prague Philharmonic Orchestra.
8. Donna Burke – Heavens Divide – 5:13 (testo: Nobuko Toda – musica: Akihiro Honda) – Coro: Hanna Kondo; chitarra: Takeo Kajiwara.
9. Alerts and Cautions – 9:56 – Musica, arrangiamento e strumentazione di Akihiro Honda, Kazuma Jinnouchi, Nobuko Toda.

Durata totale: 69:36